# Лаковица
Лаковица (лат. Laccaria) — род грибов семейства Гиднангиевые (Hydnangiaceae). Ранее включался в семейство Рядовковые (Tricholomataceae).

## Описание
- Плодовые тела шляпконожечные, средних или мелких размеров.
- Шляпка 1—5 см в диаметре, в центре с углублением.
- Пластинки приросшие или нисходящие, редкие, толстые, розового или лиловатого цвета.
- Ножка плотная, длинная.
- Споровый порошок большинства видов белого цвета.

## Таксономия
|  |                     |  |                                                                   |                                                                   |                         |  | ещё около 25 семейств, в том числе Шампиньоновые, Мухоморовые, Паутинниковые и Строфариевые |                      |                      |                |
|  |                     |  |                                                                   |                                                                   |                         |  |                                                                                             |                      |                      | более 20 видов |
|  |                     |  |                                                                   | порядок Агариковые                                                |                         |  |                                                                                             |                      | род Лаковица         |                |
|  |                     |  |                                                                   | порядок Агариковые                                                |                         |  |                                                                                             |                      | род Лаковица         |                |
|  | класс Агарикомицеты |  |                                                                   |                                                                   | семейство Hydnangiaceae |  |                                                                                             |                      |                      |                |
|  | класс Агарикомицеты |  |                                                                   |                                                                   |                         |  |                                                                                             |                      |                      |                |
|  |                     |  | ещё 16 порядков, в том числе Болетовые, Сыроежковые и Полипоровые | ещё 16 порядков, в том числе Болетовые, Сыроежковые и Полипоровые |                         |  |                                                                                             | ещё два или три рода | ещё два или три рода |                |
|  |                     |  |                                                                   | ещё 16 порядков, в том числе Болетовые, Сыроежковые и Полипоровые |                         |  |                                                                                             |                      | ещё два или три рода |                |

### Синонимы
В синонимику рода Laccaria входят следующие названия:
- Podohydnangium G.W. Beaton, Pegler & T.W.K. Young, 1984
- Russuliopsis J. Schröt., 1889

### Виды
- Laccaria alba Zhu L. Yang & Lan Wang, 2004
- Laccaria amethysteo-occidentalis G.M. Muell., 1984
- Laccaria amethystina Cooke, 1884 — Лаковица аметистовая, или Лаковица лиловая
- Laccaria angustilamella Zhu L. Yang & L. Wang, 2004
- Laccaria bicolor (Maire) P. D. Orton, 1960 — Лаковица двухцветная
- Laccaria canaliculata (Sacc.) Massee 1899
- Laccaria cyanolamellata B.E. Lechner & J.E. Wright, 2006
- Laccaria echinospora (Speg.) Singer, 1943 — Лаковица карликовая
- Laccaria fibrillosa McNabb, 1972
- Laccaria fraterna (Cooke & Massee) Pegler, 1965
- Laccaria glabripes McNabb, 1972
- Laccaria impolita Vellinga & G.M. Muell., 1990
- Laccaria laccata (Scop.) Cooke, 1884 — Лаковица розовая, или Лаковица лаковая
- Laccaria lilacina G. Stev., 1964
- Laccaria maritima (Theodor.) Singer ex Huhtinen, 1987
- Laccaria masonii G. Stev., 1964
- Laccaria nobilis A.H. Sm., 1984
- Laccaria ohiensis (Mont.) Singer, 1947
- Laccaria proxima (Boud.) Pat., 1887 — Лаковица большая
- Laccaria pseudomontana Osmundson, C. Cripps & G.M. Muell., 2005
- Laccaria pumila Fayod, 1893
- Laccaria purpureobadia D.A. Reid, 1966
- Laccaria tetraspora Singer, 1947
- Laccaria tortilis (Bolton) Cooke, 1884
- Laccaria trichodermophora G.M. Muell., 1984
- Laccaria vinaceobrunnea G.M. Muell., 1984
- Laccaria violaceonigra G. Stev., 1964